# Blackduck
Blackduck is een plaats (city) in de Amerikaanse staat Minnesota, en valt bestuurlijk gezien onder Beltrami County.

## Demografie
Bij de volkstelling in 2000 werd het aantal inwoners vastgesteld op 696.
In 2006 is het aantal inwoners door het United States Census Bureau geschat op 756, een stijging van 60 (8,6%).

## Geografie
Volgens het United States Census Bureau beslaat de plaats een oppervlakte van
4,0 km², waarvan 3,9 km² land en 0,1 km² water. Blackduck ligt op ongeveer 426 m boven zeeniveau.

## Plaatsen in de nabije omgeving
De onderstaande figuur toont nabijgelegen plaatsen in een straal van 28 km rond Blackduck.